# Генрик Беднарський
Генрик Беднарський (пол. Henryk Bednarski; нар. 22 червня 1934, Малкіня-Ґурна) — польський соціолог, комуністичний діяч, доктор гуманітарних наук, міністр народної освіти ПНР (1987—1988) в кабінеті Збіґнєва Месснера.

## Біографія

### Ранні роки
Народився в родині лісничого. Заочно закінчив Педагогічний університет в Гданську. У молодості працював шкільним вчителем. З чотирнадцятирічного віку перебував у «польському комсомолі» СПМ, з двадцятирічного — в правлячій компартії ПОРП. У 1960 Генрик Беднарський був зарахований в партійний апарат.
До 1963 був секретарем з пропаганди партійного комітету в Тухолі. Потім до 1969 очолював організацію Союзу сільської молоді Бидгощського воєводства. У 1973 прослухав тримісячні курси у Вищій партійній школі при ЦК КПРС. У 1971 році здобув науковий ступінь «доктор гуманітарних наук», а у 1978 році здобув габілітацію. З 1973 по 1978 Беднарський — завідувач відділом науки і освіти воєводського комітету ПОРП.
Паралельно в 1969—1980 Беднарський був науковим співробітником Педагогічного університету в Бидгощі. Завідував кафедрою соціології, потім обіймав посаду проректора. Кілька років очолював Бидгощське наукове товариство.

### Партійна кар'єра
Різкий кар'єрний зліт Беднарського припав на 1980 рік. Йому сприяли серпневий страйковий рух і створення незалежної профспілки Солідарність. На місце скомпрометованих керівників піднімалися менш відомі функціонери, подібні Беднарському.
В Бидгощі був відсторонений перший секретар воєводського комітету Юзеф Майхшак, відомий жорстко авторитарним стилем керівництва. Група впливових партійних функціонерів на чолі з першим секретарем міськкому Ігнаци Іваньчем підтримала кандидатуру Беднарського. На пленумі воєводського комітету 16 жовтня Генрик Беднарський був затверджений першим секретарем. Він мав репутацію «партійного інтелігента», і громадськість очікувала від Беднарський більш ліберального курсу, однак, незважаючи на сформований імідж, Беднарський дотримувався ортодоксально-комуністичної та прорадянської лінії.
19 березня 1981 року стався жорсткий конфлікт — члени профспілкової делегації, що прийшла на переговори з владою щодо легалізації Сільської Солідарності, були жорстоко побиті міліцією прямо в залі міської ради. Результатом стали масові протести по всій країні і багатомільйонний загальнопольський страйк. Безпосередньо в цих подіях Генрик Беднарський не брав участі, але за посадою першого секретаря санкціонував дії силовиків. У березні відразу після подій Беднарський подав у Політбюро ЦК ПОРП заяву про відставку, яка була відхилена.
У період воєнного стану Генрик Беднарський проводив в Бидгощі репресивну політику WRON. З його санкції активісти «Солідарності» піддавалися інтернуванню, арештам, звільненням та іншим формам переслідувань.
Діяльність Беднарського як Бидгощського секретаря була оцінена вищим партійним керівництвом. В кінці листопада 1983 він був переведений до Варшави і призначений секретарем ЦК ПОРП. У 1985—1986 очолював в ЦК відділ науки і освіти, в 1986—1988 був головою ідеологічної комісії. Входив до редколегії друкованого органу ЦК ПОРП Nowe Drogi, очолював редколегію партійного теоретичного журналу Ideologia i polityka. Проводив курс партійного консерватизму, але в повній мірі орієнтувався на Войцеха Ярузельського.
У жовтні 1987 Генрик Беднарський був призначений міністром національної освіти в уряді Збігнева Месснера. Домагався збільшення бюджетного субсидування освітньої системи. Обіймав міністерський пост менше року, до приходу на пост глави уряду Мечислава Раковського.
У 1988 нова страйкова хвиля змусила партійно-державне керівництво піти на переговори в Магдаленці і Круглий стіл з «Солідарністю». Результатом угод стало проведення «напіввільних» виборів 4 червня 1989, на яких перемогу здобула «Солідарність».
Генрик Беднарський балотувався від Бидгоща в сенат Польщі, але зазнав поразки.

### Професорська діяльність
Після поразки на виборах Генрик Беднарський залишив політику і відійшов від суспільного життя. Займався сільською соціологією, опублікував близько сотні науково-публіцистичних статей (в основному про соціально-трудову адаптацію сільських жінок і молоді). Викладав в декількох університетах Варшави, був ректором приватного Університету педагогічних навичок в Риках, деканом Мазовецького гуманітарно-педагогічного інституту в Ловичі.
У 2002 Генрик Беднарський заснував і очолив громадську асоціацію «Польща — Україна». З 2015 є почесним президентом товариства.
Помер в Бидгощі у віці 89 років. Там же і похований.

## Нагороди
- Командорський хрест ордена Відродження Польщі (2001)[2];
- Лицарський Хрест ордена Відродження Польщі;
- офіцерський хрест ордену Відродження Польщі;
- Золотий Хрест заслуги
- Заслужений діяч культури Польщі
- Медаль Комісії народної освіти Польщі
- медаль «Сорок років перемоги у Великій Вітчизняній війні 1941—1945 рр.»[8]
- Орден «За заслуги» III ступеня (Україна, 2004)[9]